# Idaea micra
Idaea micra är en fjärilsart som beskrevs av George Francis Hampson 1893. Idaea micra ingår i släktet Idaea och familjen mätare. Inga underarter finns listade i Catalogue of Life.